# Tsavo East nationalpark

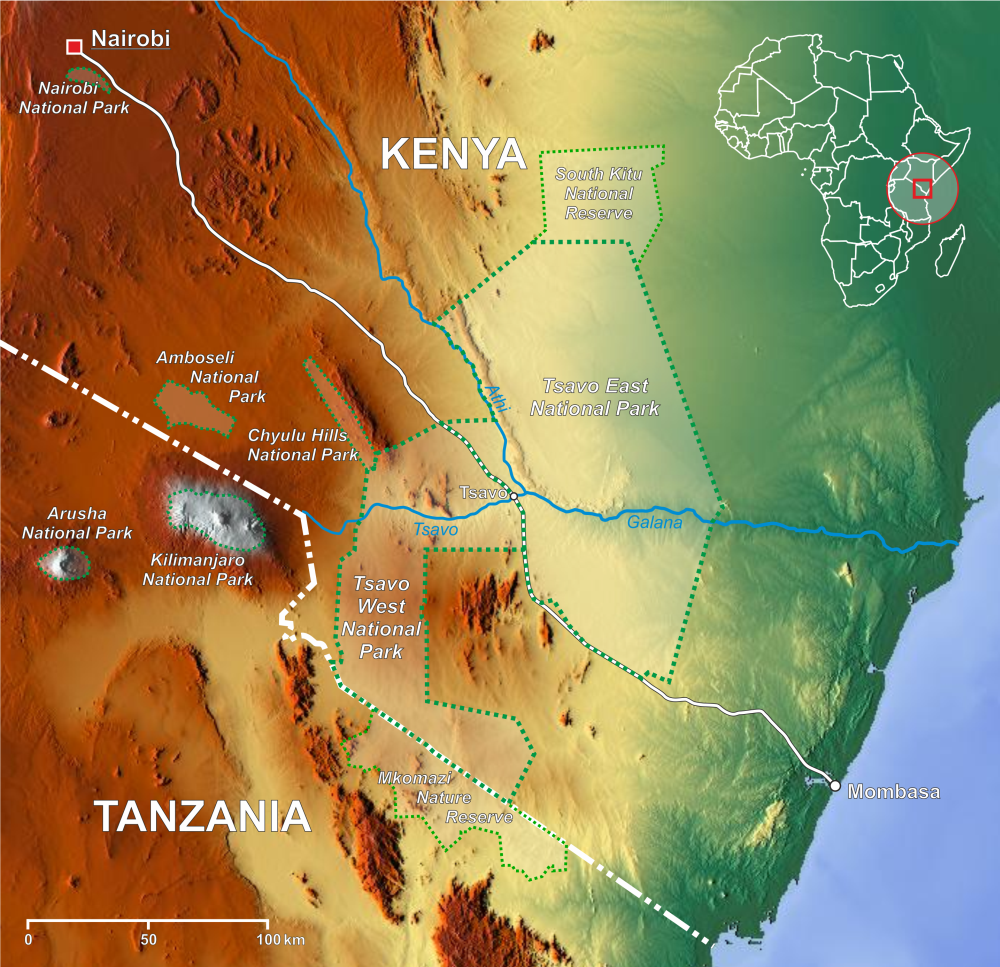
Karta på engelska som visar nationalparkens läge.

Tsavo East nationalpark är en nationalpark i Kenya i östra Afrika som inrättades den 1 april 1948 tillsammans med den västra delen. Redan i maj 1948 skildes den gamla nationalparken i två delar för att åstadkomma en bättre administration.
Med en yta av 11 747 kvadratkilometer är den östra delen tydlig större än den västra. Gränsen bildas av Athifloden samt dessa vägar och järnvägar som sammanbinder staden Tsavo och Mombasa. Landskapet i Tsavo East nationalpark är torrare än det i den västra delen. I söder finns gräs- och buskstäpper som i norr går över i halvöknar.
Regionen kännetecknas av röd jord som har vulkaniskt ursprung. Elefanterna i nationalparken vårdar huden med sand och därför har de en rödaktig utseende. Förutom elefanter finns omkring 60 större däggdjursarter, bland annat noshörning, afrikansk buffel, lejon, leopard, giraff, sebror och olika antiloper.
Efter nationalparkens inrättning ökade djurpopulationen betydligt, och den lokala befolkningen beklagade förstörda jordbruksområden och vattenledningar samt att lejon hotade barn och kvinnor. Samtidigt ökade tjuvjakten[källa behövs], och därför patrulleras regionen av Kenya Wildlife Service och andra statliga organisationer.

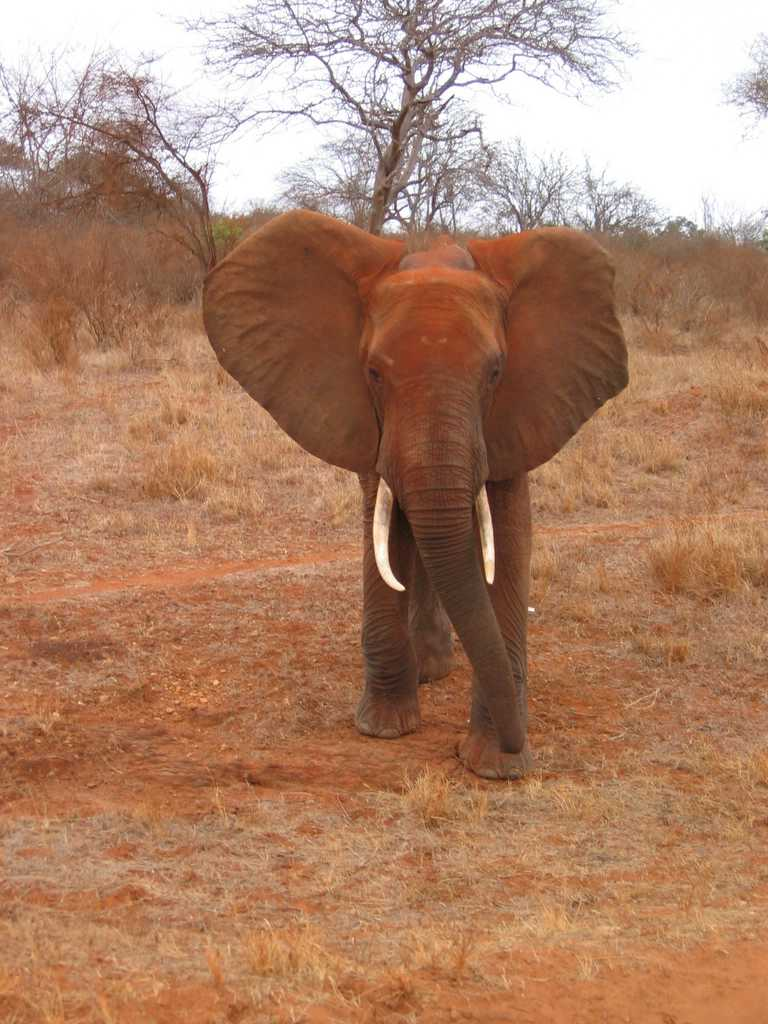
Röd elefant
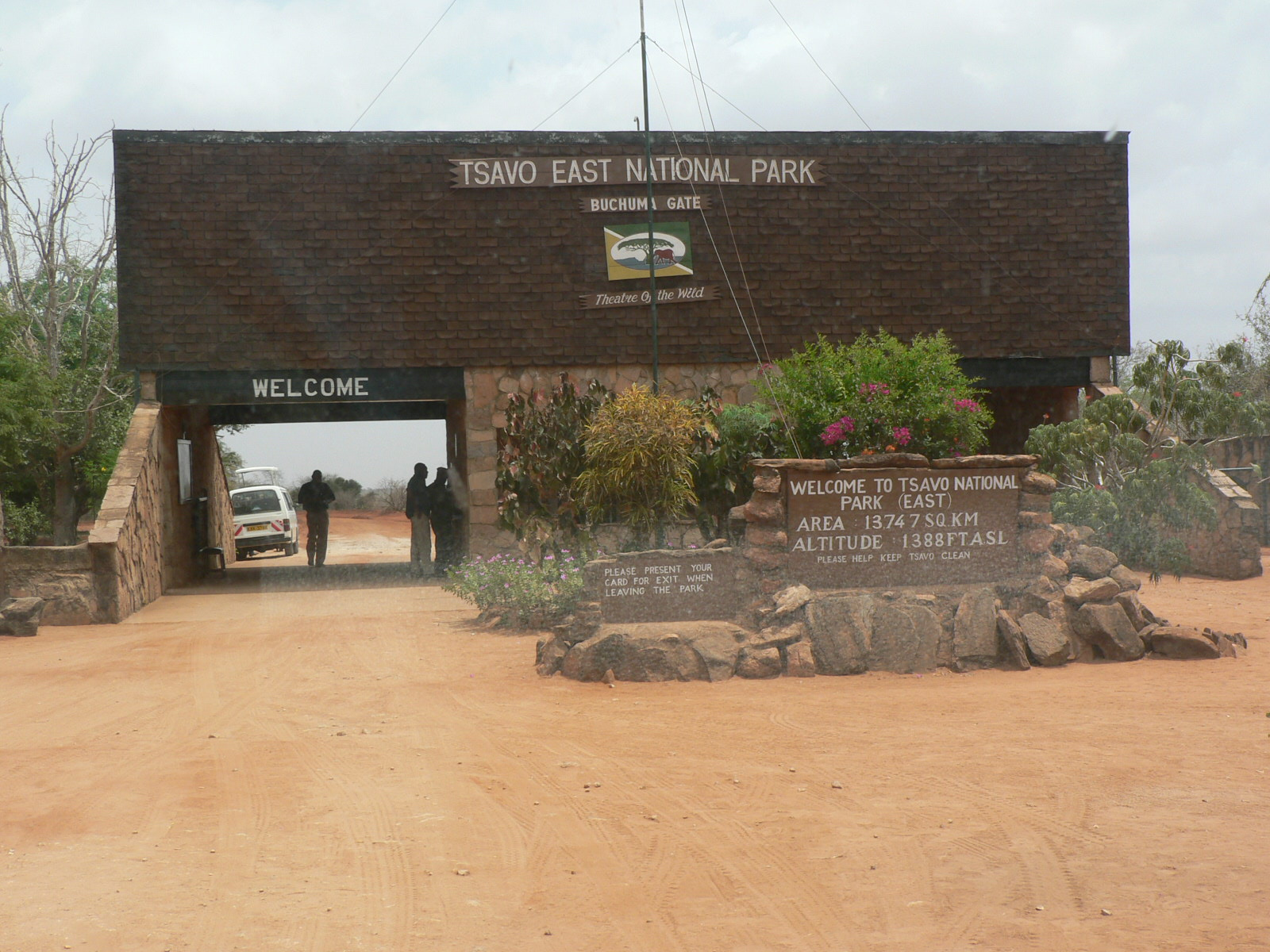
En av ingångarna
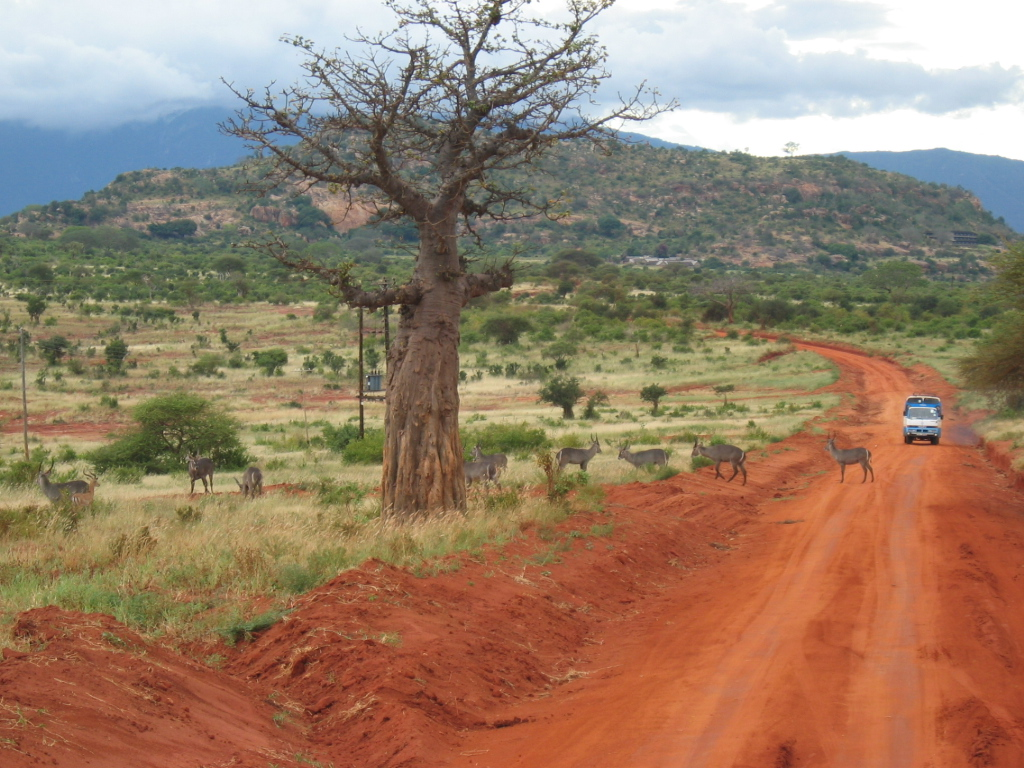
Väg i Tsavo-East-nationalpark